# Komet Čurjumov-Gerasimenko
Komet Čurjumov-Gerasimenko (označen kao 67P/Čurjumov-Gerasimenko ili ponekad nazvan Čuri ili 67P/C–G ili samo 67P) je komet s trenutnim ophodnim vremenom 6,44 godina, vrti se oko svoje osi za otprilike 12,4 sata i putuje brzinom 135 000 km/h (38 000 m/s). Sljedeći put će proći kroz perihel (najbliži položaj do Sunca) 13. kolovoza 2015. Komet su otkrili Klim Čurjumov i Svetlana Ivanova Gerasimenko 1969. godine. Svemirska letjelica Rosetta, Europske svemirske agencije (ESA), tijekom jutra je lansirala automatizirani lander Philae koji se uspješno spustio na komet 67P/Čurjumov-Gerasimenko na dan 12. studenog 2014. i tako je postala prva svemirska letjelica koja je sletjela na jezgru kometa. Ona je lansirana 2. ožujka 2004. iz svemirskog centra u Francuskoj Gvajani pomoću rakete Ariane 5G, a sastoji se od dvije glavne komponente: svemirske letjelice Rosetta i landera Philae.
Veličina kometa Čurjumov-Gerasimenko je otprilike 4,3 x 4,3 km x 4,1 km. Komet u blizini Jupitera mijenja svoju putanju, pa je tako prije 1959. perihel bio na udaljenosti 2,7 AJ, ali se onda u veljači 1959., zbog gravitacijske sile promijenio na 1,3 AJ, na kojoj ostaje do danas. Nakon 2009. otkriveno je da se vrtnja oko svoje osi smanjila s 12,76 sati na 12,4 sata. 

## Svemirska letjelicaRosetta
Svemirska letjelica Rosetta je svemirska letjelica Europske svemirske agencije (ESA) lansirana s ciljem istraživanja kometa Čurjumov–Gerasimenko i lansirana je 2. ožujka 2004. U početku leta, svemirski teleskop Hubble je uslikao komet i tako je stvoren 3D model koji je omogućio let do njega. Od 2011. Rosetta je bila u hibernaciji kako bi štedjela energiju. Kako se letjelica sve više približavala kometu, snimke njezine kamere otkrile su neke neočekivane stvari, pa je tako znanstvenicima postalo oćito jasno da se ne radi o nebeskom tijelu loptastog, jajastog ili krumpirastog oblika kako se davno prije mislilo, već o nečem sastavljenom od dvije kvrgave strukture. Znanstvenici smatraju da komet nije od dva komada već da je srednji dio s više leda pa je sublimirao najviše na tom mjestu. Prilikom postupka slijetanja landera Philae (100 kg) otkazali su harpuni koji su sondu trebali dodatno učvrstiti na površini. Podaci koji su dosad stigli s robota pokazuju da se radilo o tri pokušaja slijetanja, jer se lander nije uspio svojim harpunima učvrstiti za površinu. Nakon prvog slijetanja potonuo je oko 4,5 centimetara u površinu jezgre kometa, što nas navodi da je gornji sloj tog nebeskog tijela relativno mekan. Potisnik koji se nalazi na njegovoj gornjoj strani nije se mogao uključiti, a on bi trebao lender pritisnuti uz tlo dok noge budu izbacivale harpune kako se vozilo ne bi odbacilo od površine kometa. Cilj same misije je spuštanje landera Philae iz Rosette na površinu kometa, a ona bi trebala iskoristiti svoje Sunčeve fotonaponske ploče kako bi napunila vlastite baterije i snimala uvjete na površini do ožujka. Lander Philae našao se u problemu nakon što je sletio na komet. Zarotirao je svoje tijelo za 35° kako bi primao više Sunčeve svjetlosti, ali na kraju nije uspio pa su svi mjerni instrumenti odradili svoje i sad su ugašeni. Lander Philae je trebao s kometa uzeti i analizirati uzorke tla, uz pomoć kojih se znanstvenici nadaju da će otkriti neke nove podatke o povijesti Sunčeva sustava. Naime, kometi su jedni od najjednostavnijih elemenata Sunčeva sustava, a većina ih potječe još iz vremena stvaranja svemira. Jedna od glavnih teorija o nastanku svijeta govori da su Zemlju upravo kometi “naselili” vodom i prvim začecima života donesenima s drugih krajeva svemira.

## Slike
- Komet Čurjumov-Gerasimenko viđen s Vrlo velikog teleskopa 11. kolovoza 2014.[4]
- Komet Čurjumov-Gerasimenko viđen sa svemirske letjelice Rosette 22. kolovoza 2014.
- Komet Čurjumov-Gerasimenko viđen sa svemirske letjelice Rosette 14. rujna 2014.
- Komet Čurjumov-Gerasimenko viđen sa svemirske letjelice Rosette 30. listopada 2014.

## Vanjske poveznice

### Sestrinski projekti
|  | Zajednički poslužitelj ima još gradiva o temi Komet Čurjumov-Gerasimenko |

### Mrežna sjedišta
- Večernji.hr – Bojan Arežina: »Na komet uspješno sletio robot koji je poslao čovjek: Ovo je veliki korak za civilizaciju«
- RTL.hr – Objavljena prva fotografija s kometa Čurjumov-Gerasimenko!  Arhivirana inačica izvorne stranice od 10. prosinca 2014. (Wayback Machine)